# Martti Juhkami
Martti Juhkami (* 6. Juni 1988 in Rakvere) ist ein estnischer Volleyballspieler.

## Karriere
Juhkami kam durch seinen Vater zum Volleyball begann seine Karriere im Alter von acht Jahren bei seinem Heimatverein Aeroc Rakvere. 2009 wechselte er zu Tartu Pere Leib. 2011 wurde der Außenangreifer mit dem Verein Vizemeister und ein Jahr später gewann er den Titel. Außerdem stand Tartu 2012 im Pokalfinale und siegte in der baltischen Schenker League. Anschließend ging Juhkami zu Selver Tallinn. Mit dem neuen Verein wurde er 2013 ebenfalls estnischer Meister. 2013 wurde er vom deutschen Bundesligisten TV Bühl verpflichtet. Mit dem Verein erreichte er in der Saison 2013/14 im DVV-Pokal und in den Bundesliga-Playoffs jeweils das Halbfinale. Anschließend wechselte Juhkami zum Hypo Tirol Volleyballteam Innsbruck, mit dem er in der Saison 2014/15 österreichischer Meister wurde und die mitteleuropäische MEVZA-Liga gewann. Mit der estnischen Nationalmannschaft nahm er an der Europameisterschaft 2015 teil. Danach wechselte er zum französischen Verein Rennes Volleys 35.  In der Saison 2016/17 spielte er wieder in Innsbruck und wurde erneut Meister.  Anschließend wechselte er nach Frankreich zu Tourcoing Lille Métropole Volley-Ball.  Mit Lille gewann er 2018 den nationalen Pokal.  2019 wechselte Juhkami zum deutschen Bundesligisten VfB Friedrichshafen.